# Гран, Стуре
Стуре Гран (швед. Sture Grahn; 24 мая 1932 года, Люкселе) — шведский лыжник, двукратный чемпион мира. Муж известной лыжницы Барбро Мартинссон.

## Карьера
На Олимпийских играх 1956 года в Кортина-д’Ампеццо, занял 10-е место в гонке на 50 км. 
На чемпионате мира 1958 года в Лахти стал чемпионом мира в эстафете.
На чемпионате мира 1962 года в Закопане вновь завоевал золотую медаль в эстафетной гонке.